# 저칼륨혈증
저칼륨혈증(문화어: 저칼리움혈증, 低-血症, hypokalemia, hypokalaemia)은 혈청 내 칼륨(K+)의 정도가 낮은 현상을 말한다. 정상 칼륨 수준은 3.5에서 5.0 mmol/L (3.5에서 5.0 mEq/L) 사이이며 3.5 mmol/L 보다 낮으면 저칼륨혈증으로 정의한다. 가벼운 정도로 낮은 경우는 일반적으로 증상을 일으키지 않는다.

## 증상
가벼운 정도의 저칼륨혈증은 증상이 없는 것이 보통이지만 혈압 상승을 일으킬 수 있으며, 부정맥의 발달에 기여할 수 있다.

## 병인
저칼륨혈증은 아래의 조건 중 하나 이상으로부터 발생할 수 있다:

### 부적절한 칼륨 섭취
가장 명백한 원인으로는 불충분한 칼륨 소비(저칼륨 식단)나 굶주림이다. 그러나 체내에서 막대한 칼륨이 손실되지 않을 경우 희귀한 병인으로 간주할 수 있다. 일반적으로 신경성 식욕부진증 환자와 케톤체생성성식사 환자에게서 볼 수 있다.

### 위장 또는 피부 손실
더 일반적인 병인은 칼륨을 손실하는 것으로, 종종 체외로 나트륨을 대량으로 손실하는 것과 관련된다. 일반적으로 이는 설사, 극심한 땀, 근육이 찢어지는 상해와 관련한 손실, 수술의 결과로 일어난다. 구토 또한 저칼륨혈증을 일으킬 수도 있지만 구토만으로 그리 많은 칼륨이 빠져나가지는 않는다.

## 치료
극심한 저칼륨혈증의 가장 중요한 치료법은 식단을 개선하고, 설사를 치유하는 것처럼 병인을 해결하는 것이다. 상당한 칼륨원이 손실되지 않거나 저칼륨혈증의 증상을 보이지 않는 환자들은 치료가 필요하지 않다.

## 같이 보기
- 고칼륨혈증